# Hogna nigerrima
Hogna nigerrima là một loài nhện trong họ Lycosidae.
Loài này thuộc chi Hogna. Hogna nigerrima được Carl Friedrich Roewer miêu tả năm 1960.